# There Was an Old Woman Who Lived in a Shoe

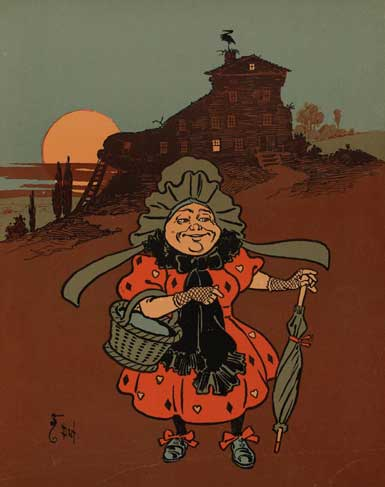
Ілюстрація Вільяма Денслоу зі збірки

There Was an Old Woman Who Lived in a Shoe — популярна англійська народна пісня. В «Індексі народних пісень Роуда» має номер 19132.

## Версії

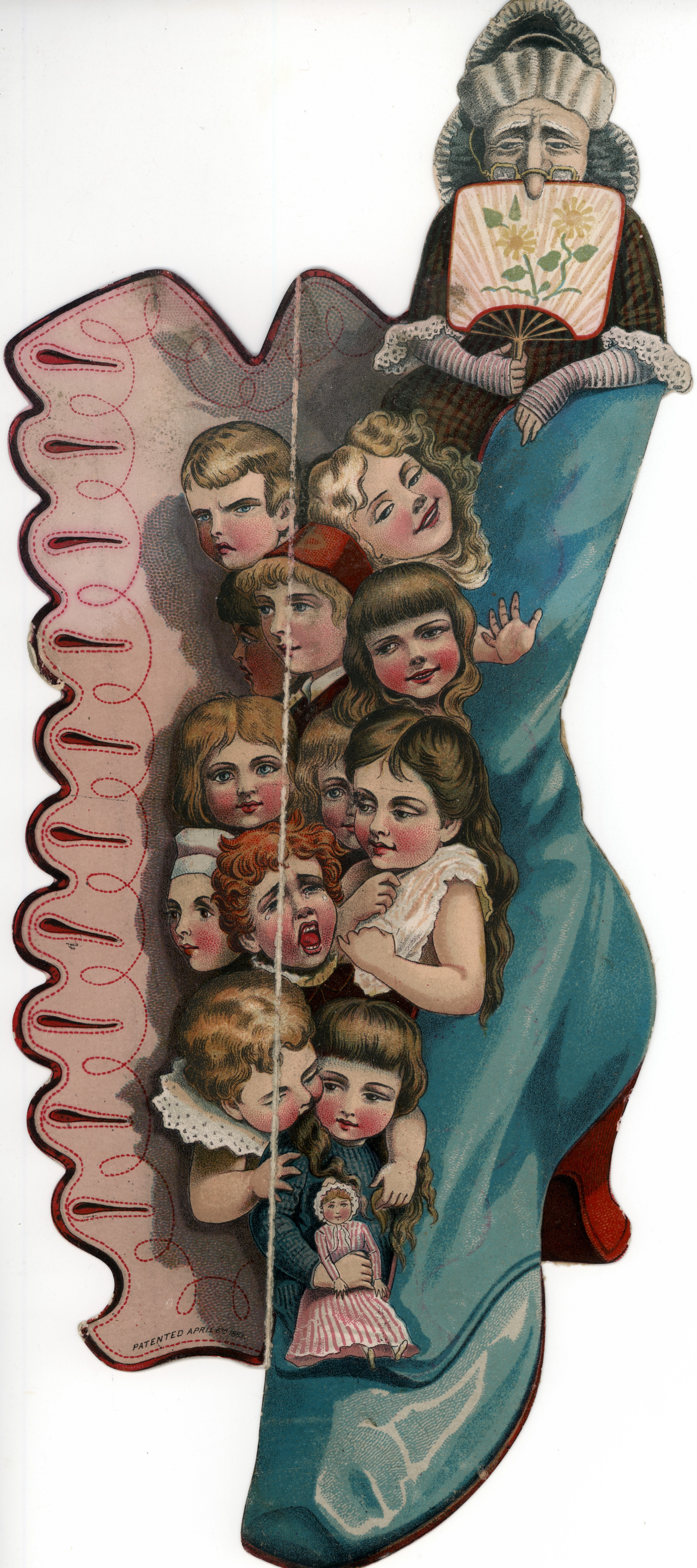
Листівка 1883 року (хромолітографія)

Оригінал:

There was an old woman
who lived in a shoe.
She had so many children,
she didn't know what to do;
She gave them some broth
without any bread;
Then whipped them all soundly
and put them to bed.

Переклад:

У черевику на узліссі жила собі бабця,
Жила собі бабця, дітей мала до трясця.
На стіл до обіду,
Юшку та без хлібу.
Ременем стьобала, і спати вкладала.

Вперше надрукована у збірці 1794-го року Джозефа Рітсона «Gammer Gurton's Garland». Порівняно з версіями, надрукованими у XVIII—XIX ст. в сучасних є й інші зміни. Як-то у «Під куполом» С. Кінга де кінцівка має вигляд:

Жінка дітям ліку не знала,
Бо дуже хтиву піхву мала.

## Культурний вплив
- «There Was an Old Woman» — назва роману Еллері Квіна (1943);
- Баба в черевику з'являється як другорядний персонаж у серії мультфільмів про Шрека: її будинок з дітьми видно, коли лорд Фаркуад висилає всіх казкових персонажів до болота;
- З перших двох рядків цього вірша починається пісня «All Mama's Children» Карла Перкінса і Джонні Кеша[4];
- У книзі «Оптом дешевше»[en] (1948) її автори Френк Гілбрет молодший і Ернестіна Гілбрет Кері стверджують, що їх батько — Френк Гілбрет, назвав літній будиночок «Туфля» на честь своєї дружини Ліліан Моллер Гілбрет, матері дванадцяти дітей, яка, за його словами, нагадала йому ту стару жінку, яка жила в черевику[5].